# Anne-Sophie Lapix
Anne-Sophie Lapix, née le 29 avril 1972 à Saint-Jean-de-Luz (Pyrénées-Atlantiques), est une journaliste et animatrice de télévision française.
Entre 1996 et 2013, elle travaille dans des groupes de médias privés, Bloomberg TV, TF1, M6 et Canal+. De 2013 à 2017, elle présente l'émission C à vous sur France 5.
De septembre 2017 au 26 juin 2025, elle présente le Journal de 20 heures de France 2.

## Biographie

### Enfance et formation
Le père d'Anne Sophie Lapix, Claude, est le petit-fils du fondateur d'un groupe de promotion immobilière, sa mère Claudine, est psychologue de formation. Elle a 9 ans quand ses parents se séparent.
Elle suit des cours de danse classique et de musique classique, comme sa sœur.
Après avoir obtenu un baccalauréat scientifique au lycée privé Saint-Thomas-d'Aquin de Saint-Jean-de-Luz, elle prépare à Sciences Po Bordeaux en 1990, son entrée au centre parisien de formation des journalistes (CFJ).
En 1994, elle profite d’un partenariat Erasmus entre Sciences Po Bordeaux et l’université de Bristol, pour étudier pendant un an à Bristol. En 1996, elle sort diplômée de Sciences Po Bordeaux et du CFJ.

### Carrière journalistique
En 1999, Anne Sophie Lapix entre à la rédaction de LCI. Son parcours professionnel se fait ensuite sur plusieurs chaînes :
- en 2005, sur M6, elle présente Zone interdite ;
- en 2006, elle devient la présentatrice de remplacement pour Claire Chazal durant les journaux du week-end et co-présentatrice de Sept à huit sur TF1 ;
- en 2008, elle dirige Dimanche + sur Canal+ ;
- de 2013 à 2017, elle anime C à vous sur France 5 ;
- entre septembre 2014 et juin 2015, elle anime Mots croisés sur France 2 ;
- en mai 2017, France 2 annonce qu'elle remplacera David Pujadas à la présentation de son journal de 20 heures à partir du 4 septembre 2017[7].

#### 1995-1996: chaînes régionales
Parallèlement à ses études, Anne-Sophie Lapix est pigiste pour le quotidien Sud Ouest à l'été 1995 et stagiaire pigiste pour France 3 Lorraine Champagne-Ardenne durant l'été 1996. Lors d'un stage de trois semaines à TV8 Mont-Blanc, elle présente son premier journal en remplacement du présentateur absent.

#### 1996-1999: Bloomberg TV
D’octobre 1996 à avril 1999, Anne-Sophie Lapix est présentatrice et intervieweuse sur la chaîne économique Bloomberg TV.

#### 1999-2005: groupe TF1
Remarquée par Jean-Claude Dassier, alors directeur de LCI, Anne-Sophie Lapix intègre la chaîne d'information en continu, en 1999, pour y présenter le journal. Parallèlement, de 2001 à 2002, elle travaille pour l'émission Sortie en salle sur Cinéstar, et présente une quotidienne en juin 2002 lors du Festival de Cannes. En septembre 2004, elle co-anime le Grand Journal de LCI avec Damien Givelet.

#### 2005-2006: M6
Pendant l'été 2005, Anne-Sophie Lapix rejoint M6 pour devenir la nouvelle présentatrice et rédactrice en chef du magazine de reportages Zone interdite après Bernard de La Villardière. À partir de janvier 2006, elle présente Le 12:50, le nouveau journal télévisé de la mi-journée diffusé du lundi au vendredi. Le 2 mai, elle inaugure 13h10 le Mag, un nouveau magazine quotidien à la suite du 12:50. Quelques jours plus tard, il est annoncé qu'elle quitte la chaine pour TF1. Mélissa Theuriau lui succède à la présentation de Zone interdite et Nathalie Renoux au 12:50.

#### 2006-2008: retour sur TF1
À la rentrée de septembre 2006, Anne-Sophie Lapix devient le joker de Claire Chazal à la présentation des journaux télévisés du week-end de TF1 (succédant à Laurence Ferrari). Elle coprésente aussi l'émission dominicale de reportages Sept à huit avec Harry Roselmack. Elle présente son premier journal télévisé le 5 janvier 2007.

#### 2008-2013: Canal+
En juin 2008, Anne-Sophie Lapix démissionne de TF1 pour succéder à Laurence Ferrari (qui, elle, revient sur TF1), à la tête du magazine politique Dimanche + sur Canal+. De septembre 2010 à juin 2012, elle présente aussi un journal télévisé sur Canal+ le dimanche midi vers 12 h 45 dans le cadre de Dimanche +. À la rentrée 2012, Dimanche + est déplacé à 14 h 20, un horaire moins stratégique.
En 2012, son interview de Marine Le Pen sur le plateau de Dimanche+ fait beaucoup parler car la candidate politique en sera « déstabilisée ». Anne-Sophie Lapix interrogeait Marine Le Pen sur son projet économique pour la présidentielle et face aux nombreuses questions de la journaliste, « la candidate du Front national perd son calme » et reproche à Anne-Sophie Lapix de vouloir lui donner une « leçon d'économie ». L’échange, musclé, a été vu de nombreuses fois sur les réseaux sociaux.

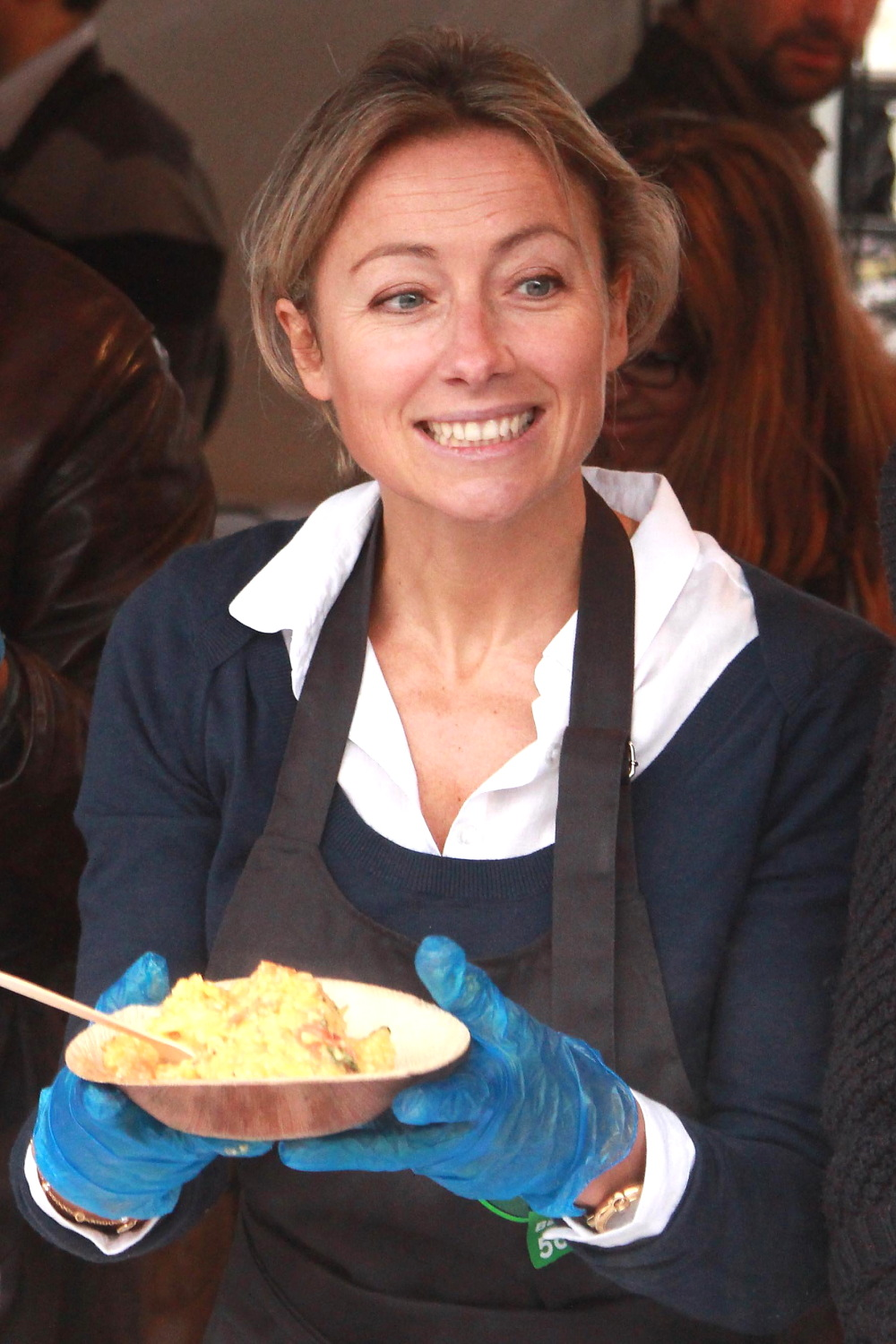
Anne-Sophie Lapix lors du Banquet des 5000, sur le parvis de l'hôtel de ville de Paris en octobre 2012.

#### 2013-2025: France Télévisions
À la rentrée 2013, Anne-Sophie Lapix quitte Canal+ pour remplacer Alessandra Sublet dans l'émission C à vous sur France 5. Le 29 août 2013, Maxime Saada, directeur général adjoint de Canal+, confirme que la chaine dépose plainte contre Anne-Sophie Lapix pour avoir fait la promotion de C à vous alors qu'elle était encore sous contrat avec Canal+. Le 19 septembre 2013, Canal+ est débouté et condamné à 5 000 € de frais de remboursement.
De septembre 2014 à juin 2015, elle remplace Yves Calvi dans l'émission de débats Mots croisés sur France 2, tout en continuant de présenter C à vous.
Le 11 janvier 2015, à la suite de l'attentat contre Charlie Hebdo du 7 janvier, elle co-anime avec Patrick Cohen et Nagui une soirée de soutien au journal intitulée « Je suis Charlie » sur France 2, France Inter, France Culture, France Bleu, TV5 Monde et la RTBF.

##### 2017-2025: présentatrice du journal de 20 heures de France 2
En mai 2017, Anne-Sophie Lapix est annoncée pour remplacer David Pujadas à la tête du journal de 20 heures de France 2 à la rentrée de septembre 2017. Le 4 septembre, son premier journal sur la chaine dépasse en audience celui de TF1 présenté par Gilles Bouleau.
À la rentrée 2018, elle anime Le Grand Échiquier sur France 2 en plus du journal de 20 heures.
De Marine Le Pen à Emmanuel Macron, de Jordan Bardella à Xavier Bertrand, Anne Hidalgo, Éric Zemmour ou Édouard Philippe, beaucoup de ses interviews politiques sont remarquées pour « ses réparties bien huilées » et le fait qu'elle « ne ménage pas » les responsables politiques,. Le 5 octobre 2024, le magazine C l'hebdo lui consacrera un reportage intitulé Anne-Sophie Lapix : le cauchemar des politiques ? qui revient sur son style et ses interviews avec les politiques.
À la rentrée 2024, elle présente une nouvelle formule du journal de 20 heures : « une heure d’informations » entre 20 heures et 21 heures (météo comprise) et découpée en deux parties : la première entre 19 h 58 et 20 h 30/35, la seconde jusqu’à 20 h 50 qui comprend un long format quotidien d’une durée de 7 à 9 minutes.
Le 26 mai 2025, la présidente de France Télévision Delphine Ernotte-Cunci, lui annonce son éviction du journal de 20 heures fin juin 2025. « Redoutée pour ses interviews », (Emmanuel Macron et Marine Le Pen avaient refusé qu'elle co-anime le débat de l'entre-deux-tours de l'élection présidentielle de 2022), elle paierait également sa trop grande indépendance vis-à-vis de l'Élysée.

##### Depuis 2025: M6 et RTL
Le 16 juin 2025, le groupe M6 annonce que Anne-Sophie Lapix rejoindra M6 à la rentrée pour présenter des entretiens dominicaux et des primes événementiels autour des sujets d'actualité et sociétaux. En parallèle, elle remplace Yves Calvi à la présentation du 18h/20h de RTL.

### Vie privée
Le 26 juin 2010, Anne Sophie Lapix se marie avec le publicitaire Arthur Sadoun, son compagnon depuis 2008, à la mairie du 16e arrondissement de Paris. Elle est la mère de deux garçons, nés en 2003 et 2005, d'une précédente relation. En même temps qu'elle accède à la présentation du journal de 20 heures sur France 2 en mai 2017, son mari devient le président du groupe Publicis.

## Liste des émissions
- 1996-1999 : présentatrice et intervieweuse, sur Bloomberg TV
- 1999-2004 : Le journal de LCI
- 2001-2002 : Sortie en salle, sur Cinéstar
- 2004-2005 : Le Grand Journal de LCI, avec Damien Givelet, sur LCI
- 2005-2006 : Zone Interdite, sur M6
- 2006 : Le 1245, sur M6
- 2006 : 13h10, le mag, sur M6
- 2006-2008 : Sept à huit, avec Harry Roselmack, sur TF1
- 2007-2008 : Le JT week-end, joker officiel de Claire Chazal, sur TF1
- 2008-2013 : Dimanche +, sur Canal +
- 2013-2017 : C à vous, sur France 5
- 2014-2015 : Mots croisés, sur France 2
- 2015 : Je suis Charlie, avec Nagui et Patrick Cohen, sur France 2
- 2017-2025 : Le 20 heures, sur France 2
- 2018-2021 : Le Grand échiquier, sur France 2
- 2020 : USA 2020, l'élection qui va changer le monde[43] avec Julian Bugier sur France 2
- 2020 : Interview présidentielle sur TF1 et France 2 avec Gilles Bouleau
- 2022 : Présidentielle 2022 sur France 2 : coprésentation avec Laurent Delahousse
- 2024 : Législatives 2024 sur France 2 : coprésentation avec Laurent Delahousse
- 2024 : La France accueille le monde sur France 2, avec Cédric Beaudou
- 2024 : Tapis rouge des JO sur France 2, avec Nagui et Laurent Luyat

## Filmographie
- 2014 : Bon Rétablissement ! de Jean Becker : Florence
- 2016 : La Vache de Mohamed Hamidi : elle-même
- 2019 : Ni une ni deux de Anne Giafferi : elle-même
- 2019 : Toute ressemblance… de Michel Denisot : elle-même
- 2020 : J'irai mourir dans les Carpates d'Antoine de Maximy : elle-même
- 2022 : Notre-Dame brûle de Jean-Jacques Annaud : elle-même (archives JT)
- 2022 : Irréductible de Jérôme Commandeur
- 2023 : En place, série Netflix de Jean-Pascal Zadi et François Uzan : elle-même
- 2024 : Dans l'ombre : elle-même (présentatrice journal France 2)
- 2024 : En fanfare d'Emmanuel Courcol : elle-même

## Distinctions

### Décoration
- 2020 :  Officier de l'ordre des Arts et des Lettres[44]

### Prix et trophée
- 2012 : Prix Philippe-Caloni du meilleur intervieweur[45]
- 2008 : Trophées des femmes en or (catégorie communication)